# Sân bay quốc tế Francisco Bangoy
Sân bay quốc tế Francisco Bangoy (tiếng Anh: Francisco Bangoy International Airport) (Filipino: Paliparang Pandaigdig ng Francisco Bangoy), cũng gọi là Davao International Airport (DIA) (IATA: DVO, ICAO: RPMD), là sân bay phục vụ thành phố Davao của Philippines. Đây là sân bay tấp nập nhất của khu vực Mindanao và là sân bay quốc tế duy nhất ở Mindanao phục vụ các chuyến bay quốc tế thường xuyên. Sân bay có đường băng dài 3000 m.
Một nhà ga mới thay thế các nhà ga trước đây phục vụ cả khách nội địa và quốc tế từ Davao. Nhà ga có công suất thiết kế 1,2 triệu khách và 84.600 tấn hàng mỗi năm với kinh phí xây dựng 40 triệu USD từ Ngân hàng Phát triển châu Á cũng với 25 triệu Euro từ Ngân hàng Đầu tư châu Âu cũng như vốn đối ứng của chính phủ Philippines. Tổng kinh phí 128 triệu USD. Nhà ga mới được khánh thành ngày 2/12/2003.

## Các tuyến bay và các hãng hàng không hoạt động

#### Nội địa
- Cebu Pacific (Cebu, Iloilo [từ ngày 08.05.08], Manila, Zamboanga)
- Philippine Airlines (Manila)
- Air Philippines (Cebu, Manila)

#### Quốc tế
- Cebu Pacific (Hong Kong [từ ngày 09.05.08], Singapore [từ ngày 08.05.08])
- Singapore Airlines
  - SilkAir (Singapore)
- Sriwijaya Air (Manado)

## Các hãng hàng không từng hoạt động
- Air Macau
- Asian Spirit
- Bouraq Indonesia Airlines
- Mindanao Express
- Grand Air International
- Malaysia Airlines
- Merpati Nusantara Airlines
- South Phoenix Airways
- South East Asian Airlines